# Граубинденски ратови
Ово је назив за борбе које су биле вођене између 1618. и 1637. године између Аустрије, Француске и Шпаније око швајцарског кантона Граубинден, који је због свог географског положаја био значајан, нарочито у Тридесетогодишњем рату.
Верске супротности између протестаната и католика у Граубиндену погодовале су страној интервенцији. Када је 1618. године у Граубиндену дошло до верских покоља, заузеле су га Шпанија и Аустрија. Француска га је заузела 1624. године, али су га убрзо Аустријанци повратили. Миром у Кераску 1631. године којим се завршио рат за мантовско наслеђе ~ који је трајао од 1627. године ~ између Француске с једне, и Аустрије и Шпаније са друге стране, Аустрија је морала да се одрекне Граубиндена. До тога није дошло, па је Француска 1635. године, када је ступила у Тридесетогодишњи рат упутила у Граубинден Роана Анрија који је потукао Шпанце и Аустријанце у бици код Ливиња 27. јуна, Мацоа 3. јула, у Вал Фреалеу 31. октобра и код Морбења 10. новембра 1635. године, али је 1637. године морао да се повуче из Граубиндена, када су становници ове области одлучили да се прикључе Аустрији.